# Pisulina maxima
Pisulina maxima is een slakkensoort uit de familie van de Neritiliidae. De wetenschappelijke naam van de soort is voor het eerst geldig gepubliceerd in 2000 door Kano & Kase.